# Хыртоп (Тараклийский район)
Хыртоп также Гыртоп (рум. Hîrtop) — село в Тараклийском районе Молдавии. Наряду с сёлами Нижняя Албота и Хаджикей входит в состав коммуны Нижняя Албота.

## География
Село расположено на высоте 103 метра над уровнем моря. Рядом с восточной окраиной села, по направлению с севера на юг протекает река Салчия, левый приток реки Большая Салчия (водосборный бассейн реки Ялпуг).

## Население
По данным переписи населения 2004 года, в селе Хыртоп проживает 424 человека (218 мужчин, 206 женщин).
Этнический состав села:
| Национальность | Число жителей | Процентный состав |
| -------------- | ------------- | ----------------- |
| молдаване      | 243           | 57,31             |
| болгары        | 161           | 37,97             |
| русские        | 8             | 1,89              |
| украинцы       | 6             | 1,42              |
| гагаузы        | 5             | 1,18              |
| цыгане         | 1             | 0,24              |
| Всего          | 424           | 100 %             |